# قطيفاوات
قطيفاوات (الاسم العلمي: Amaranthoideae)، فُصيلة نباتات من فصيلة القطيفية. توجد بشكل أساسي في أمريكا الاستوائية، وفي أفريقيا الاستوائية والجنوبية، وفي أستراليا.